# Forêt de Strofyliá
La forêt de Strofyliá (grec moderne : Δάσος Στροφυλιάς) est une forêt protégée située dans la partie nord-ouest de la péninsule du Péloponnèse, en Grèce. Elle fait partie du parc national de Kotýchi-Strofyliá et membre du réseau Natura 2000,.
La forêt est située dans le territoire du dème d'Achaïe-Occidentale, dans le district régional d'Achaïe, sur une bande côtière délimitée à l'ouest par la mer Ionienne, ainsi que la plage de dunes de Kalógria, et à l'est par les lacs de Prókopos et de Lámia, ainsi que leurs zones humides respectives. La forêt s'étend sur une distance d'environ 14 km dans le sens nord-sud, sur une largeur moyenne d'environ 1,25 km dans le sens est-ouest et couvre une superficie d'environ 22 kilomètres carrés,.
Les principales espèces d'arbres présentes au sein de la forêt sont le pin (Pinus pinea), auquel le nom grec fait référence, le pin d'Alep (Pinus halepensis), ainsi que le chêne (Quercus robur). La forêt et ses environs constituent un habitat important pour les oiseaux, avec la présence d'espèces telles que le martin-pêcheur, le hibou et la chevêche d'Athéna. La région abrite également des populations de tortues, de renards, de hérissons, de chacals et de loutres, entre autres,.

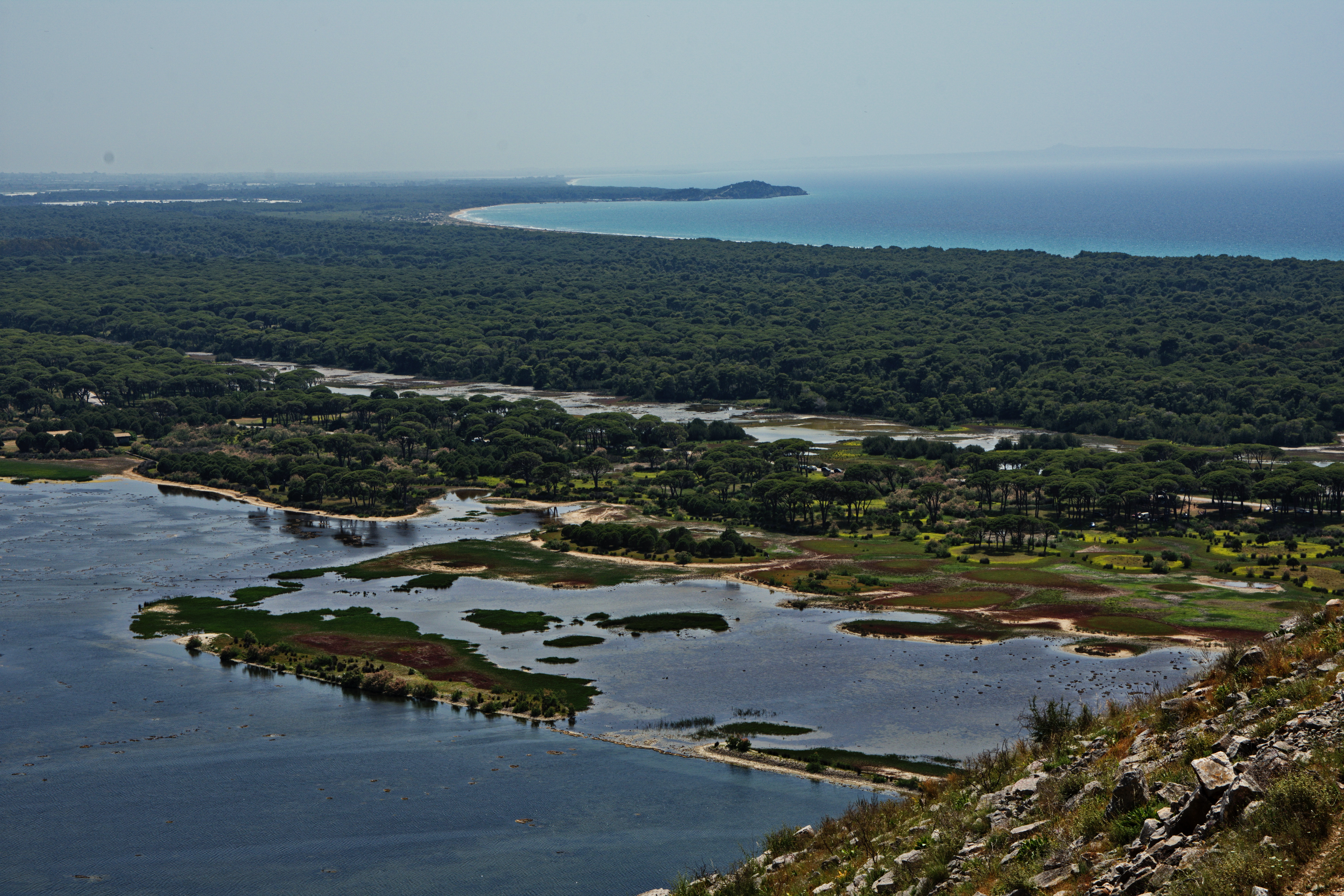
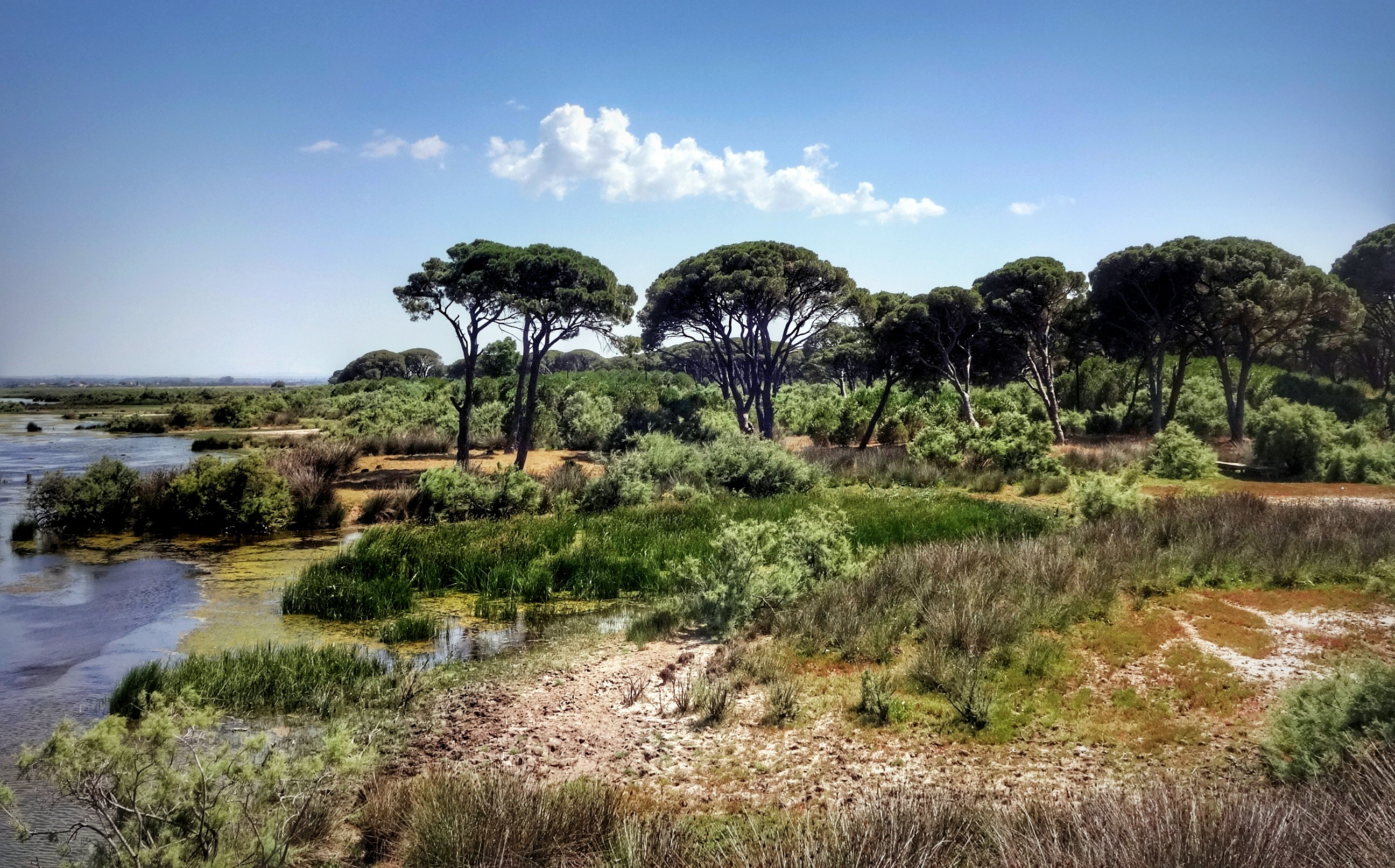
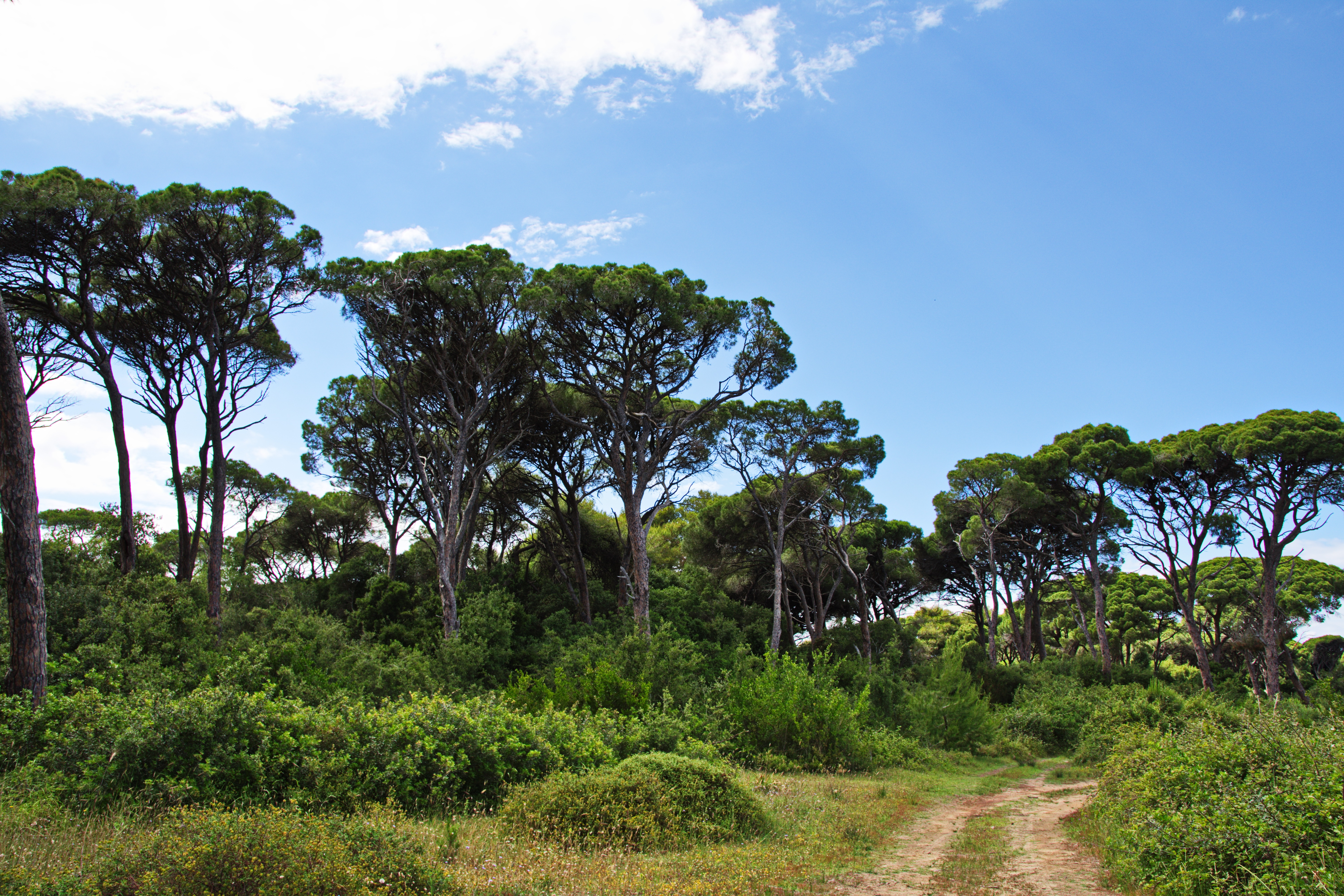
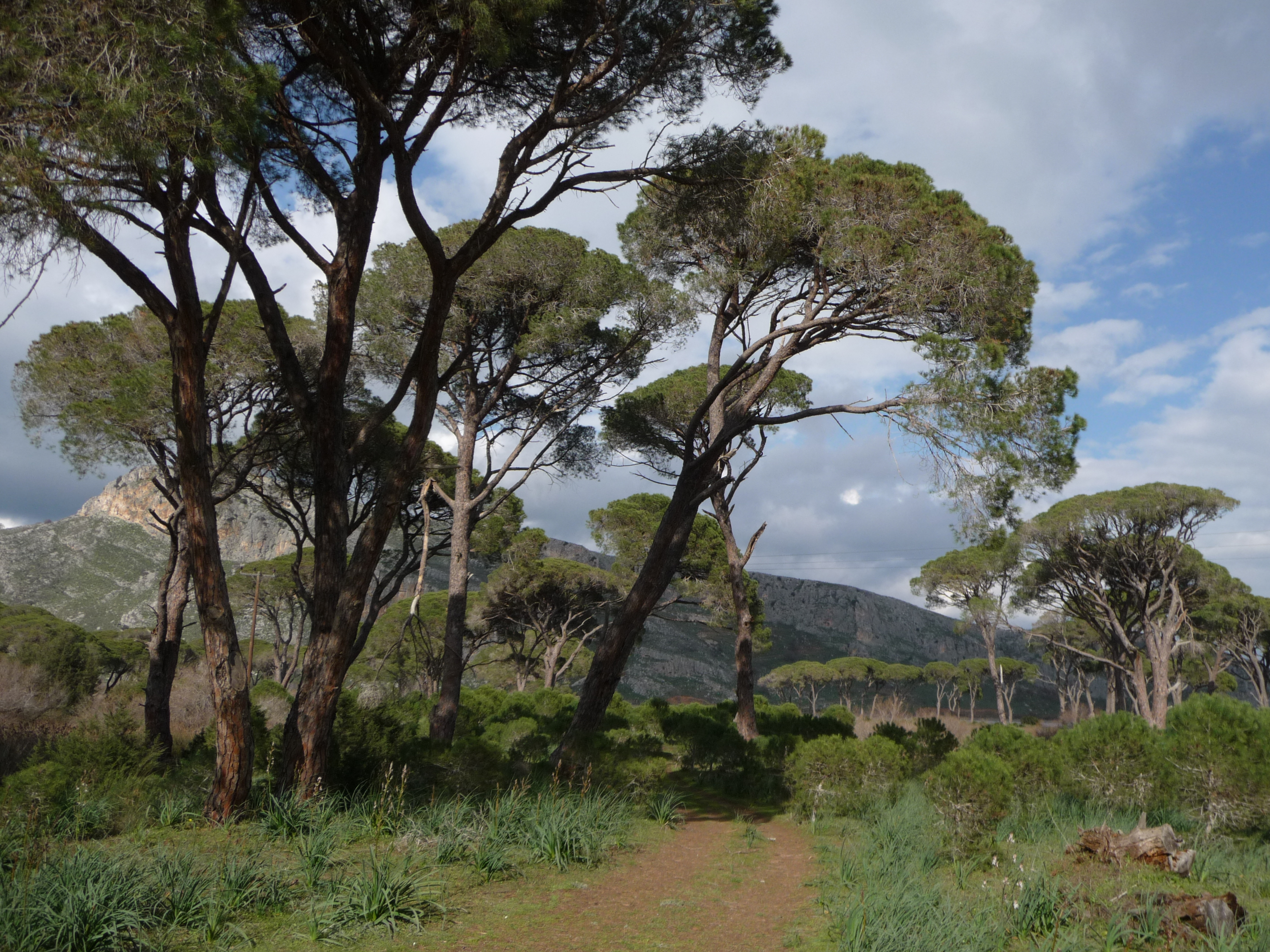
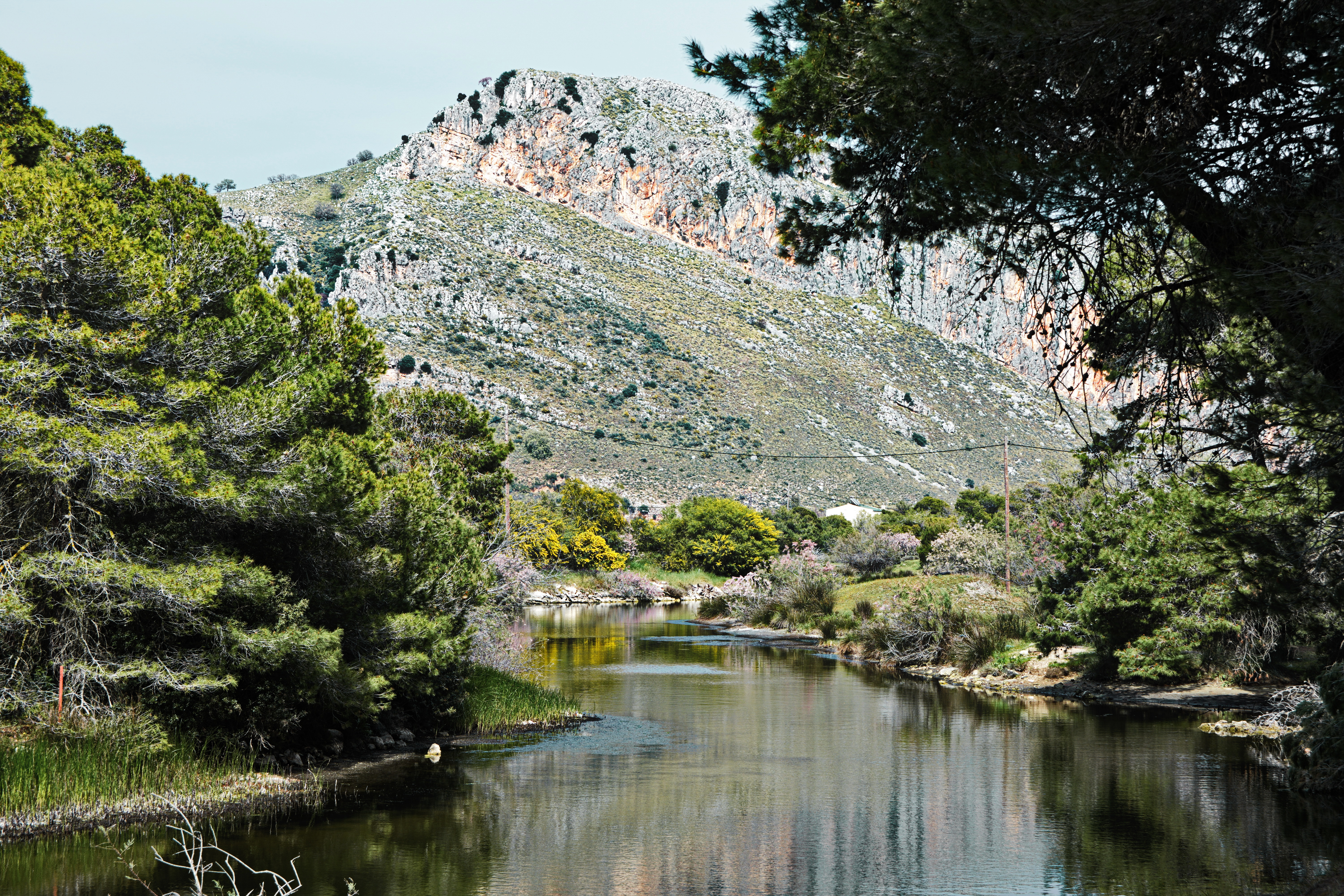